# Bowland-with-Leagram
Bowland-with-Leagram – civil parish w Anglii, w Lancashire, w dystrykcie Ribble Valley. W 2011 civil parish liczyła 169 mieszkańców.